# Пігаццано
Пігаццано (італ. Pigazzano) — фразіоне комуни Траво (провінція П'яченца) у італійському регіоні Емілія-Романья, розташована 24 км на південний захід від міста П'яченца.

## Географія
Пігаццано відділяється від сусіднього муніципалітету Боббіо горою П'єтра Парчеллара.

### Клімат
| Клімат Пігаццано      | Клімат Пігаццано | Клімат Пігаццано | Клімат Пігаццано | Клімат Пігаццано | Клімат Пігаццано | Клімат Пігаццано | Клімат Пігаццано | Клімат Пігаццано | Клімат Пігаццано | Клімат Пігаццано | Клімат Пігаццано | Клімат Пігаццано | Клімат Пігаццано |
| Показник              | Січ.             | Лют.             | Бер.             | Квіт.            | Трав.            | Черв.            | Лип.             | Серп.            | Вер.             | Жовт.            | Лист.            | Груд.            | Рік              |
| Середній максимум, °C | 3,6              | 6,3              | 11,6             | 16,1             | 19,7             | 24,6             | 27,2             | 26,1             | 21,9             | 15,4             | 9,3              | 5,3              | 15,6             |
| Середній мінімум, °C  | −0,5             | 1,3              | 5,2              | 9,0              | 13,0             | 17,1             | 19,6             | 19,2             | 16,0             | 11,2             | 5,8              | 1,7              | 9,9              |
| --------------------- | ---------------- | ---------------- | ---------------- | ---------------- | ---------------- | ---------------- | ---------------- | ---------------- | ---------------- | ---------------- | ---------------- | ---------------- | ---------------- |

## Фестиваль
Протягом шести років асоціація Друзі Пігаццано організовує щорічний фестиваль, відомий як Пігаццано під зірками, який триває протягом трьох днів, зокрема у день Успіння Богородиці.